# Wagner Prado
Wagner Prado (ur. 30 grudnia 1987 w Campinas) – brazylijski zawodnik mieszanych sztuk walki (MMA) wagi półciężkiej. W przeszłości walczył dla największej organizacji MMA na świecie UFC oraz największej polskiej federacji KSW.

## Osiągnięcia

### Mieszane sztuki walki
- 2015: mistrz Max Fight w wadze półciężkiej

## Lista zawodowych walk w MMA
| Wynik     | Bilans     | Przeciwnik (bilans przed walką) | Rozstrzygnięcie                            | Runda | Czas | Rozgrywki                           | Data       | Miejsce              | Uwagi                                                                        |
| --------- | ---------- | ------------------------------- | ------------------------------------------ | ----- | ---- | ----------------------------------- | ---------- | -------------------- | ---------------------------------------------------------------------------- |
| Wygrana   | 18-8-1 (1) | Alexey Efremov (23-14-1)        | KO (cios)                                  | 1     | 3:52 | ACA 175                             | 17.05.2024 | Moskwa               |                                                                              |
| Przegrana | 17-8-1 (1) | Faridun Odiłow (16-2-2)         | Poddanie (scarf hold)                      | 2     | 2:46 | ACA 161                             | 11.08.2023 | Moskwa               | Ćwierćfinał 2023 ACA Light Heavyweight Grand Prix.                           |
| Wygrana   | 17-7-1 (1) | Elmar Gasanow (7-0)             | KO (lewy podbródkowy)                      | 2     | 1:01 | ACA 156: Koshkin vs Boyko           | 28.04.2023 | Moskwa               |                                                                              |
| Przegrana | 16-7-1 (1) | Grigor Matevosyan (9-3)         | Decyzja (jednogłośna)                      | 3     | 5:00 | ACA 141: Froes vs. Suleymanov       | 22.07.2022 | Soczi                |                                                                              |
| Przegrana | 16-6-1 (1) | Elchan Musajew (7-1)            | Decyzja (jednogłośna)                      | 3     | 5:00 | ACA 133: Bimarzaev vs. Lima         | 04.12.2021 | Sankt Petersburg     |                                                                              |
| Wygrana   | 16-5-1 (1) | Michaił Ragozin (17-4)          | Decyzja (jednogłośna)                      | 3     | 5:00 | RCC: Intro 14                       | 17.07.2021 | Jekaterynburg        | Powrót do wagi półciężkiej. Main Event                                       |
| Przegrana | 15-5-1 (1) | Kirill Korniłow (8-0-1)         | Decyzja (jednogłośna)                      | 3     | 5:00 | RCC 9                               | 03.05.2021 | Jekaterynburg        | Walka w wadze ciężkiej.                                                      |
| Remis     | 15-4-1 (1) | Doo Hwan Kim (12-5)             | Remis (jednogłośny)                        | 3     | 5:00 | Battlefield FC 2                    | 27.07.2019 | Makau                | Walka w wadze półciężkiej.                                                   |
| Przegrana | 15-4 (1)   | Anton Wjazigin (12-3)           | TKO (ciosy pięściami)                      | 3     | 3:17 | Russian Cagefighting Championship 6 | 04.05.2019 | Czelabińsk           | Walka w wadze ciężkiej.                                                      |
| Wygrana   | 15-3 (1)   | Łukasz Parobiec (13-7-1)        | KO (prawy sierpowy)                        | 1     | 0:41 | KSW 45: The Return to Wembley       | 06.10.2018 | Londyn               | Debiut w wadze ciężkiej. Bonus za nokaut wieczoru.                           |
| Wygrana   | 14-3 (1)   | Chris Fields (12-7-1)           | TKO (ciosy pięściami w parterze)           | 2     | 2:17 | KSW 44: The Game                    | 09.06.2018 | Gdańsk/ Sopot        | Debiut w KSW.                                                                |
| Wygrana   | 13-3 (1)   | Armando Sixel (9-6)             | KO (kolano)                                | 2     | 3:52 | Katana Fight: Birthday Edition      | 25.11.2017 | Colombo              |                                                                              |
| Przegrana | 12-3 (1)   | Magomied Ankalajew (7-0)        | KO (ciosy pięściami)                       | 1     | 3:33 | WFCA 38: Grozny Battle              | 21.05.2017 | Grozny               | Pojedynek o pas mistrzowki AFC w wadze półciężkiej.                          |
| Wygrana   | 12-2 (1)   | Aldo Silva (3-5)                | TKO (ciosy pięściami)                      | 1     | 4:19 | Max Fight 16                        | 15.08.2015 | São Paulo            | Obronił pas mistrzowski Max Fight w wadze półciężkiej. Main Event            |
| Wygrana   | 11-2 (1)   | Cesar Fabiano Rodrigues (8-2)   | TKO (ciosy pięściami)                      | 1     | 3:08 | Max Fight 14                        | 28.03.2015 | São Paulo            | Zdobył pas mistrzowski Max Fight w wadze półciężkiej. Co-Main Event          |
| Wygrana   | 10-2 (1)   | Johnny Walker (3-0)             | TKO (ciosy pięściami)                      | 2     | 3:40 | Circuito Team Nogueira Beach 1      | 29.11.2014 | Rio de Janeiro       | Main Event                                                                   |
| Wygrana   | 9-2 (1)    | Rafael Monteiro (5-2)           | KO (ciosy pięściami)                       | 2     | 3:50 | Iron Fight Combat 4                 | 13.09.2013 | São José dos Pinhais | Co-Main Event                                                                |
| Przegrana | 8-2 (1)    | Ildemar Alcântara (17-5)        | Poddanie (duszenie anaconda)               | 2     | 2:39 | UFC on FX: Belfort vs. Bisping      | 19.01.2013 | São Paulo            |                                                                              |
| Przegrana | 8-1 (1)    | Phil Davis (9-1)                | Poddanie (duszenie anaconda)               | 2     | 4:29 | UFC 153                             | 13.10.2012 | Rio de Janeiro       |                                                                              |
| Nieodbyta | 8-0 (1)    | Phil Davis (9-1)                | No contest (przypadkowy cios palcem w oko) | 1     | 1:28 | UFC on Fox: Shogun vs. Vera         | 04.08.2012 | Los Angeles          | Debiut w UFC. Przypadkowy cios w oko uniemożliwił Prado kontynuowanie walki. |
| Wygrana   | 8-0        | Aldo Sultão (0-2)               | KO (ciosy pięściami)                       | 1     | 0:20 | Max Fight 13                        | 13.05.2011 | São Paulo            |                                                                              |
| Wygrana   | 7-0        | Wellington Rodrigues (1-2)      | TKO (ciosy pięściami)                      | 1     | 4:23 | Max Fight 8                         | 16.04.2011 | Campinas             |                                                                              |
| Wygrana   | 6-0        | Cleber Tavares de Moura (1-1)   | Decyzja (jednogłośna)                      | 3     | 5:00 | X-Fight: Rio de Janeiro             | 15.01.2011 | Rio de Janeiro       |                                                                              |
| Wygrana   | 5-0        | Fernando Tressino (4-6)         | TKO (kolana i ciosy pięściami)             | 1     | ?    | Campinas Fight 2                    | 06.11.2010 | Campinas             |                                                                              |
| Wygrana   | 4-0        | Luis Eduardo da Paixao (4-0)    | TKO (ciosy pięściami)                      | 3     | 1:25 | Max Fight 7: Rally Brazil           | 24.07.2010 | Itatiba              |                                                                              |
| Wygrana   | 3-0        | Alexandre Imperador (0-1)       | TKO (niskie kopnięcia)                     | 1     | ?    | First Class Fight 4                 | 30.06.2010 | São Paulo            |                                                                              |
| Wygrana   | 2-0        | Mario Dias (0-4)                | KO (wysokie kopnięcie na głowę)            | 1     | 1:02 | Ichigeki: Brazil 2009               | 03.10.2009 | Bragança Paulista    |                                                                              |
| Wygrana   | 1-0        | Fernando Tressino (0-4)         | KO (kolano i ciosy pięściami)              | 1     | 0:35 | Ichigeki: Brazil 2009               | 03.10.2009 | Bragança Paulista    | Debiut w wadze półciężkiej.                                                  |